# Bürstenschwanz-Rattenkänguru
Das Bürstenschwanz-Rattenkänguru (Bettongia penicillata), auch als Bürstenrattenkänguru oder Pinselschwanz-Rattenkänguru bezeichnet, ist ein Beutelsäuger aus der Familie der Rattenkängurus (Potoroidae). Es werden zwei Unterarten unterschieden, das Östliche Bürstenschwanz-Rattenkänguru (Bettongia penicillata penicillata), das seit 1923 als ausgestorben gilt, und das Westliche Bürstenschwanz-Rattenkänguru (Bettongia penicillata ogilbyi), das in Australien als Woylie bezeichnet wird. Der englische Trivialname leitet sich vom Begriff walyu aus der Sprache der Noongar-Aborigines ab. Die östliche Unterart wurde 1837 von John Edward Gray und die westliche 1841 von George Robert Waterhouse beschrieben, der sie nach dem britischen Naturforscher William Ogilby benannte.

## Merkmale

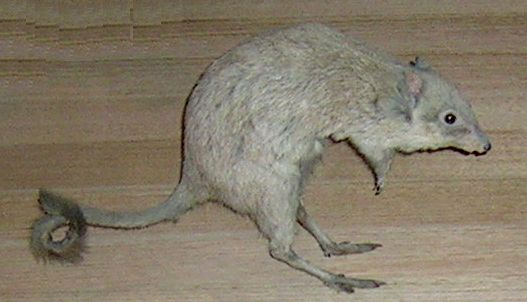
Museumsexemplar

Das Bürstenschwanz-Rattenkänguru erreicht eine Kopf-Rumpf-Länge von 28,9 bis 36 cm, eine Schwanzlänge von 25 bis 36 cm und ein Gewicht 0,8 bis 1,8 kg. Das Rückenfell ist graubraun, das Bauchfell ist heller gelblichgrau. Über die Hüften verläuft ein blasser Streifen. Gesicht, Gliedmaßen und Schwanz sind bräunlich. Der Schwanz ist an der Unterseite hell und wird zum Ende hin dunkler. Zur Spitze hin weist die Oberseite des Schwanzes ein hervorstehendes, dunkles, bürstenartiges Fellbüschel auf. Der diploide Chromosomensatz beträgt 22.

## Verbreitungsgebiet

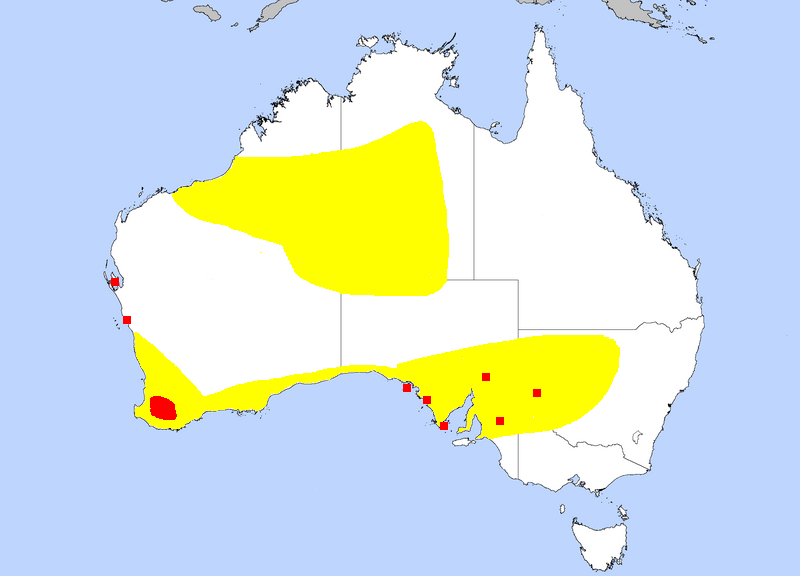
Verbreitungskarte: Das Bürstenschwanz-Rattenkänguru war früher im südlichen und nordwestlichen Australien weit verbreitet (gelbe Fläche), heute kommt es nur noch an wenigen Orten vor (rote Punkte)

Das Bürstenschwanz-Rattenkänguru war ursprünglich in den trockenen und halbtrockenen Lebensräumen im südlichen und nordwestlichen Australien weit verbreitet. Das natürliche Verbreitungsgebiet dieser Art war zweigeteilt. Der südliche Teil erstreckte sich über den Südwesten von Western Australia über die Nullarbor-Ebene im Süden von South Australia und nordwestlich über den Bundesstaat Victoria bis zur Great Dividing Range in der Zentralregion von New South Wales. Der nördliche Teil umfasste Pilbara in Western Australia, die Große Sandwüste und die Große Victoria-Wüste im Norden von South Australia sowie die Tanamiwüste im Northern Territory. Anfang der 1970er Jahre war das Verbreitungsgebiet auf drei kleine Areale im Südwesten von Western Australia geschrumpft. Seitdem finden Wiederansiedlungsprojekte statt, wo neue Populationen in Western Australia sowie in South Australia und New South Wales aufgebaut werden.
Vorkommen des Östlichen Bürstenschwanz-Rattenkängurus sind aus den Bundesstaaten South Australia, Victoria und New South Wales sowie von der Insel St. Francis Island im Nuyts Archipel in der Großen Australischen Bucht bekannt. 
Ein Exemplar, das Carl Sophus Lumholtz 1884 bei Coomooboolaroo im Dawson Valley in Queensland sammelte, wurde anfänglich für die westliche Unterart des Bürstenschwanz-Rattenkänguru gehalten. Bei einer Untersuchung von Lumholtz’ Exemplar im Jahr 1967 fand Norman Arthur Wakefield heraus, dass es sich vom Bürstenschwanz-Rattenkänguru unterscheidet und so verwendete er es als Typusmaterial für eine neue Art, die er als Nördliches Bürstenrattenkänguru (Bettongia tropica) erstbeschrieb.

## Lebensraum
Das Bürstenschwanz-Rattenkänguru bewohnt trockene Hartlaubwald- und Waldlandgebiete mit dichtem Unterholz von Meereshöhe bis in Höhenlagen von 300 m. In der Vergangenheit kam es in einem größeren Bereich von trockenen und halbtrockenen Lebensräumen vor, darunter Spinifex-Grasland, Mallee und Buschland. Es bevorzugt gut entwässerte Böden.

## Nahrungsverhalten
Das Bürstenschwanz-Rattenkänguru ernährt sich überwiegend von Pilzen, wobei vor allem die trüffelartigen Pilze bevorzugt werden. Die unterirdischen Fruchtkörper werden mit den starken Krallen der Vorderfüße ausgegraben. Diese Pilze können die Rattenkängurus nur indirekt verdauen. In einem Teil ihres Magens werden die Pilze durch Bakterien zersetzt, die die Nährstoffe produzieren, die im Rest des Magens und im Dünndarm verdaut werden. Als das Bürstenschwanz-Rattenkänguru noch weit verbreitet war, hat es wahrscheinlich eine wichtige Rolle bei der Verbreitung der Pilzsporen in den Wüstenökosystemen gespielt.
Weitere Nahrungsbestandteile sind Wurzeln, Knollen, Samen, Pflanzenexsudate und Wirbellose. Es bestehen jahreszeitliche und geographische Unterschiede hinsichtlich der Nahrungsaufnahme, die das verfügbare Angebot an Pilzen widerspiegeln. Ferner ist bekannt, dass sie Zwischenspeicher für Samen anlegen und dass sie keinen Zugang zu freiem Wasser benötigen.

## Fortpflanzungsverhalten
Die Weibchen erreichen die Geschlechtsreife mit zehn Monaten, die Männchen mit zwölf Monaten. Die Weibchen können sich fortlaufend fortpflanzen, mit einem Jungen pro Wurf und bis zu drei Jungen pro Jahr. Bei den Weibchen kommt es zur embryonalen Keimruhe. Gewöhnlich paaren sie sich wenige Stunden nach der Geburt des ersten Embryos erneut. Der Sexualzyklus dauert 22 bis 23 Tage und die Tragzeit 21 Tage. Nach der Geburt verbringt das Junge drei bis fünf Monate im Beutel der Mutter. Nach vier bis fünf Monaten ist es entwöhnt. Nach der Entwöhnung verbringt das Junge noch einige Monate in der Nestzone der Mutter, bis es das Revier verlässt.

## Aktivitätsmuster
Das Bürstenschwanz-Rattenkänguru ist nachtaktiv. Es verbringt den Tag alleine in seinem Nest, geht in der Nacht oder manchmal bei Abenddämmerung auf Nahrungssuche und kehrt vor Anbruch der Morgendämmerung in sein Nest zurück. Die aufwendigen Nester sind gut versteckt. Sie werden in einer flachen Mulde errichtet, die sich unter dichter Vegetation oder an der Basis von Büschen oder Tussock-Gräsern befindet. Die eiförmigen Nester haben nur einen Eingang. Die Außenschicht besteht aus Gras und Rinde. Der Innenraum wird mit fein zerkleinertem Pflanzenmaterial ausgekleidet. Zum Transport des Nestmaterials wird der geringelte Schwanz mit der pinselartigen Spitze verwendet. Die Bürstenschwanz-Rattenkängurus haben mehrere Nester in ihrem Revier, davon können gelegentlich drei bis vier Nester auf einmal in Gebrauch sein. Der Nestgebrauch ist zufällig, wobei sich die Tiere selten mehr als drei Tage in einem Nest aufhalten.

## Wanderungen und Sozialverhalten
Das Bürstenschwanz-Rattenkänguru lebt vornehmlich als Einzelgänger. Sowohl die Männchen als auch die Weibchen verhalten sich sehr aggressiv gegenüber Geschlechtsgenossen. Männchen beanspruchen Revierareale von 28 bis 43 Hektar, die Weibchen Areale von 15 bis 28 Hektar. Die Reviergrößen variieren je nach Lebensraumqualität und Bestandsdichte. In den Revieren befindet sich eine Kernnestzone von zwei bis vier Hektar, die sich zum Teil zwischen den Geschlechtern überlappen kann, bei männlichen Geschlechtsgenossen jedoch nicht. In den größeren Futterplätzen gibt es eine größere Überlappung, sowohl innerhalb als auch zwischen den Geschlechtern. Die Männchen wandern mehr als die Weibchen, wobei einzelne Exemplare Entfernungen bis zu 9 km zurückgelegt haben.

## Aussterben des Östlichen Bürstenschwanz-Rattenkängurus
Mitte des 19. Jahrhunderts war das Östliche Bürstenschwanz-Rattenkänguru in New South Wales und South Australia noch häufig zu beobachten. So schrieb John Gould 1863 in einem zeitgenössischen Beitrag: 

„Der östlichen Teil Australiens, insbesondere die Innenseite der Bergketten in New South Wales, macht den wahren Lebensraum dieser Art aus. […] Ich beobachtete sie häufig in den Liverpool Plains und an den Ufern des Namoi von seiner Quelle bis zu seiner Mündung in den Gwydir; aber zwischen den Bergketten und der Küste konnte ich sie nicht antreffen.“

 Gould fügte weiter hinzu, dass die Aborigines nur selten an den Grasnestern im Boden vorbeigingen, ohne sie zu entdecken. So war es ihnen möglich, die schlafenden Tiere fast ausnahmslos durch das Werfen der Kampfaxt oder der schweren Keule zu töten. Charles W. Brazenor bemerkte im März 1937, dass das Bürstenschwanz-Rattenkänguru letztmals 1857 in Victoria beobachtet wurde und dass sich wenige Museumsexemplare aus Victoria im Nationalmuseum von Melbourne befinden. Im Februar 1937 kommentierte Albert Sherbourne LeSeouf

„Es ist offenbar nicht mehr im östlichen Australien zu finden.“

 und im April desselben Jahres bemerkte Ellis Le Geyt Troughton

„Es ist nun sehr selten oder ausgestorben in New South Wales und Victoria.“

1924 schilderte Frederic Wood Jones (1879–1954) das Aussterben des Bürstenrattenkängurus auf St. Francis Island in der Großen Australischen Bucht. Er hielt diese Tiere, von denen keine Museumsproben existieren, für eine eigenständige, unbeschriebene Form Bettongia sp. 1958 wurde die Population von St. Francis Island nach einer Neubewertung durch Hedley Herbert Finlayson (1895–1991) der östlichen Unterart des Bürstenschwanz-Rattenkängurus zugeordnet. Wood Jones bemerkte in seinen Aufzeichnungen:

„Auf St. Francis Island im Nuyts Archipel lebte, während der Zeit der anwesenden Bewohner, eine große Anzahl einer Art, die offenbar der Gattung Bettongia angehörte. Da sich die Säugetierfauna auf den Inseln der Bucht in so vielen Fällen von den Arten unterschied, die das Festland bewohnen, lohnt es sich aufzuzeichnen, was in Bezug auf dieses interessante und kürzlich ausgerottete Tier ermittelt wurde. 
Als die Insel vor vierzig Jahren erstmals besiedelt wurde, schwärmten dort Rattenkängurus oder Tungoos. Die Tiere schienen keine Mulden zu errichten, sondern lebten im Unterholz. Häufig hüpften sie auf die Farm der einzigen auf der Insel siedelnden Familie und fraßen das Brot und andere Esswaren, die von den Tischen geworfen wurden. Sie schienen nicht nachtaktiv zu sein und sie schienen noch nicht einmal Scheu vor den menschlichen Eindringlingen auf der Insel zu haben. Ihr einziges Vergehen, war die Vorliebe für die Gartenerzeugnisse der Familie. Katzen wurden eingeführt, um die Tungoos auszurotten, und sie verrichteten ihre Arbeit vollständig. Zu welcher Art das Tier gehörte, wird nie bekannt sein und die Tatsache ihrer Vernichtung auf diese Weise ist sehr zu bedauern. 
Es gibt viele Inseln in der Nähe von St. Francis, auf denen einige Mitglieder der ursprünglichen Kolonie hätten transportiert werden können, um ihnen so eine Überlebenschance zu geben.
Die Geschichte ist aus der Sicht der Gesetzgebung für den Schutz von Inselfaunen von Bedeutung, da sie deutlich zeigt, wie schnell und wie vollständig eine interessante Inselfauna zerstört und für immer für die Wissenschaft verloren gehen kann.“

Gegen 1900 war die Population auf St. Francis Island ausgelöscht.
In South Australia, wo die Händler noch zu Beginn des 20. Jahrhunderts, dutzende Exemplare zu neun Pence pro Kopf in Adelaide an Sonntagnachmittagen verkauften, ist das Bürstenschwanz-Rattenkänguru seit 1923 verschwunden.

## Status des Westlichen Bürstenschwanz-Rattenkängurus
Nach Angaben des Zoologen Guy Chester Shortridge aus dem Jahr 1910 soll das Westliche Bürstenschwanz-Rattenkänguru zu Beginn des 20. Jahrhunderts noch sehr häufig im Südwesten Australiens vorgekommen sein. Zu Beginn der 1970er Jahre überlebte es nur noch in drei kleinen Arealen im Südwesten von Western Australia, im Dryandra Woodland, im Perup Nature Reserve und im Tutanning Nature Reserve. Der Rückgang des Bürstenschwanz-Rattenkängurus hatte verschiedene Ursachen, darunter die Auswirkungen durch Weidevieh, Lebensraumveränderung durch landwirtschaftliche Nutzung, Nachstellung durch eingeschleppte Beutegreifer wie Rotfüchse und Hauskatzen und vermutlich durch die veränderten Verläufe von Buschfeuern.
Dank der umfangreichen Beseitigung der Rotfüchse erhöhte sich die Population in dieser Region wieder. In der Folgezeit fanden 46 Wiederansiedlungsprojekte in Western Australia statt, darunter im Batalling Forest, im Boyagin Nature Reserve, im Julimar Conservation Park, im Lake Magenta Nature Reserve, im Shannon National Park, im Wellington National Park, im Kalbarri National Park, im François Peron National Park, im Karakamia Wildlife Sanctuary und im Paruna Wildlife Sanctuary. In South Australia werden seit 1979 Wiederansiedlungsprogramme durchgeführt, darunter die erste auf Bird Club Island nahe Port Augusta. Sechs Bürstenschwanz-Rattenkängurus wurden auf die Insel gebracht, jedoch starben alle Tiere innerhalb von 17 Monaten durch die Nachstellung von eingeschleppten Beutegreifern. Zehn Tiere, die 1982 im Baird Bay Island Conservation Park ausgewildert wurden, starben wegen der Nachstellung durch Rotfüchse. Zwischen 1981 und 1987 wurden insgesamt 128 Bürstenschwanz-Rattenkängurus im Saint Francis Conservation Park angesiedelt. Das Programm schien auch zunächst erfolgreich zu verlaufen, nach einem Jahr waren jedoch alle Tiere verendet.
Mögliche Gründe könnten die übermäßige Konkurrenz durch Nasenbeutler oder die Plünderung durch Rautenpythons gewesen sein. Die erste erfolgreich verlaufende Wiederansiedlung in South Australia begann 1983 auf Wedge Island. Von 36 Exemplaren, die anfangs auf die Insel gebracht wurden, stieg die Population bis zum Jahr 2000 auf fünf bis sechstausend Tiere. In den 1990er Jahren begann die Wiederansiedlung von Bürstenschwanz-Rattenkängurus in eingezäunten Naturschutzgebieten auf dem Festland. 1991 wurden achtzig Tiere im Yookamurra Sanctuary angesiedelt, wo der Bestand bis zum Jahr 2000 auf etwa zweihundert Tiere anstieg.
1994 wurden 67 Bürstenschwanz-Rattenkängurus aus Western Australia im Venus Bay Conservation Park ausgewildert. Dieses Schutzgebiet befindet sich auf der Eyre-Halbinsel zwischen den Orten Streaky Bay und Elliston und umfasst eine Fläche von 1.460 Hektar. Der Park ist durch Wiederansiedlungsprogramme von vier Arten bekannt geworden, darunter befinden sich neben dem Bürstenschwanz-Rattenkänguru der Langschwanztriel, die Große Häschenratte und der Große Kaninchennasenbeutler. Im Jahr 2000 gab es schätzungsweise fünfhundert Bürstenschwanz-Rattenkängurus im Venus Bay Conservation Park. 1999 wurden 45 Tiere aus diesem Park zum Aufbau einer neuen Population im Lincoln National Park in South Australia angesiedelt. Alle Tiere überlebten das erste Jahr. 28 Tiere wurden von Wedge Island in den Flinders Ranges National Park gebracht, von denen etwa 15 das erste Jahr überlebten. In New South Wales fanden Wiederansiedlungsprogramme im Yathong Nature Reserve, im Scotia Wildlife Sanctuary und im Genaren Hills Sanctuary statt. Die erste Gruppe von Bürstenschwanz-Rattenkängurus wurde 1998 im Genaren Hills Sanctuary ausgewildert, die zweite im Jahr 1999.
Dank einer großangelegten Fuchsbeseitigung erholten sich die Bestände so gut, dass das Bürstenschwanz-Rattenkänguru im Jahr 1996 von den Staats- und Commonwealth-Listen gefährdeter Arten Australiens gestrichen werden konnte. Bis zu diesem Zeitpunkt war die Population auf rund 250.000 Individuen angewachsen. Ab 2001 ging die Bestandsrate jedoch auf dem Festland um 25 bis 95 Prozent pro Jahr und zwischen 2005 und 2007 um 90 Prozent zurück. Die Inselpopulationen blieben offenbar stabil. Schätzungen gehen davon aus, dass die Bestände zwischen 2001 und 2006 insgesamt um 70 bis 80 Prozent auf 8.000 bis 15.000 Exemplare gesunken sind. Die Rückgänge setzen sich fort und es gibt keine klaren Anzeichen für eine Erholung der Populationen. Die Gründe dafür bleiben rätselhaft. Vermutlich könnte die Nachstellung durch Hauskatzen oder die Beeinträchtigung durch Infektionen dabei eine Rolle gespielt haben. 2008 wurde das Bürstenschwanz-Rattenkänguru von der IUCN in die Kategorie „vom Aussterben bedroht“ (critically endangered) klassifiziert.